# Arcoscalpellum bouvieri
Arcoscalpellum bouvieri är en kräftdjursart som först beskrevs av Jean Abel Gruvel 1906.  Arcoscalpellum bouvieri ingår i släktet Arcoscalpellum och familjen Scalpellidae. Inga underarter finns listade i Catalogue of Life.